# Тетрод
Тетро́д — это электронная лампа, имеющая четыре электрода: термоэмиссионный катод (с прямым или косвенным нагревом), две сетки (управляющую и экранирующую) и анод, изобретенный Вальтером Шоттки в 1919 году. Приемные и усиливающие тетроды раньше использовались в радиоприемных трактах и получившие широкое распространение пентоды, генераторные и модуляторные тетроды используются и сегодня в силовых каскадах радиопередатчиков. Радиотетроды нашли применение в выходных каскадах усилителей низкой частоты (НЧ) и до сих пор широко применяются в гитарных усилителях (реже в ОНЧ высокого класса). Особым классом приборов являются электрометрические тетроды, которые также имеют две сетки, но принципиально отличаются от обычных тетродов как конструктивно, так и в практическом применении.

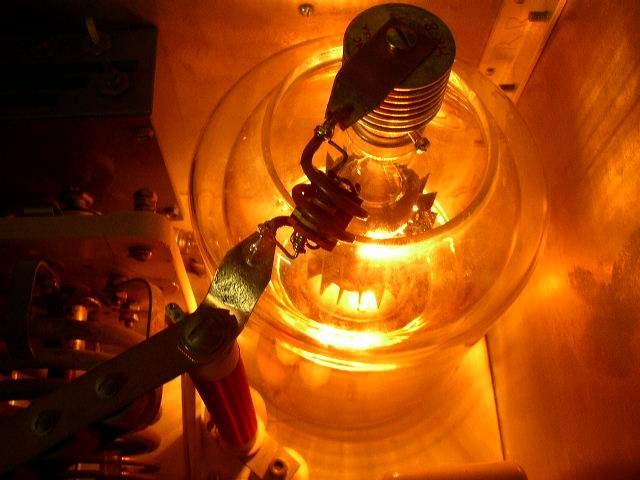
Тетрод

## История
Один из самых первых тетродов отечественного производства СБ-154 (или 2Э1 по новой классификации) имел фантастические по тем временам параметры. Проходная ёмкость уменьшилась с 5 до 0,005(!) пФ, внутреннее сопротивление возросло с 30 кОм до 1,3 МОм, а коэффициент усиления превысил 1000. Экранированная лампа сразу же и бесповоротно вытеснила триоды из радиочастотного тракта и сделала возможным массовое производство радиоприёмников прямого усиления на диапазоны длинных и средних волн («ЭКЛ», «ЭЧС-2», «ЭЧС-3», «СИ-235»), ставшие относительно массовыми в СССР середины 1930-х годов. Буква «Э» в названиях этих приёмников означала именно «экранированный», а полностью название расшифровывалось так: экранированный, четырёхламповый, сетевой.
Своё название «экранированная лампа» новые тетроды оправдывали ещё и тем, что для уменьшения влияния внешних полей на внутреннюю часть баллона напылялась плёнка металла или покрывалась тонкой металлической сеткой, соединённой внутри баллона с катодом. Эта традиция сохранилась и в дальнейшем, и самые современные отечественные тетроды (6Э5П, 6Э6П, 6Э15П) имеют, помимо экранной сетки, внутренний статический экран, соединённый внутри лампы с катодом либо имеющий отдельный самостоятельный вывод (6Э6П).
Недостатки триода — большая проходная ёмкость анод-сетка (единицы пикофарад), препятствующая устойчивому усилению на коротких волнах, а также низкий коэффициент усиления (до нескольких десятков). Первоначально конструкторы планировали поместить между сеткой и анодом заземлённый экран. В этом случае ёмкость между анодом и сеткой как бы разбивалась на две отдельные, последовательно соединённые ёмкости: анод-экран и экран-сетка. Из-за изменения напряжения на аноде через ёмкость анод-экран течёт ток, но далее он стекает большей частью на землю, а не в ёмкость экран-сетка, имеющую больший импеданс, чем соединение экрана с землёй.
Конструкция экрана должна была быть такой, чтобы он не препятствовал свободному пролёту электронов от катода к аноду. Таким образом, между управляющей сеткой и анодом появилась вторая — экранирующая. При соединении её с катодом низкий отрицательный потенциал тормозит электронный поток, снижая и без того небольшой коэффициент усиления лампы. А при подаче на экранирующую сетку положительного напряжения электронный поток не только не тормозился, но и получал дополнительный разгон, увеличивая анодный ток. Заземление экранирующей сетки по переменному току устраняло частотные ограничения, связанные с проходной ёмкостью.

Типичное подключение экранирующей сетки

## Динатронный эффект
Динатронный эффект — выбивание вторичных электронов из металлического анода при бомбардировке его электронами и ионами; в электронных лампах для уменьшения вредного влияния динатронного эффекта ставится антидинатронная сетка; динатронный эффект используется в электронных умножителях.

## Лучевой тетрод
Другим новшеством стал так называемый лучевой принцип формирования потока электронов: управляющая и экранная сетки тетрода выполнялись идентичными, то есть из одинаковой проволоки, с одинаковым шагом и числом витков, различаясь только диаметрами эллипса. При этом сетки устанавливались на крепящих траверсах таким образом, что витки экранной сетки располагались точно против витков управляющей сетки и как бы «прятались» за её витками. В результате электроны по пути к аноду «огибали» витки экранной сетки, не оседая на ней и не создавая постоянного экранного тока. Одновременно «сжатые» в узкие лучи электроны увеличивали плотность электронного потока настолько, что в промежутке между экранной сеткой и анодом образовывалась виртуальная область, имеющая потенциал ниже анодного и препятствующая возникновению встречного («динатронного») потока электронов.
В местах крепления сеток траверсы как бы преграждают путь электронному потоку, искажая тем самым общий «лучевой» характер анодного тока. Чтобы исключить это влияние на общую анодную характеристику, в местах установки траверс между ними и анодом устанавливают специальные сплошные металлические пластины, отгораживающие траверсы от анода, а сам анод в этих местах выполняют с П‑образным изгибом, чтобы увеличить расстояние между ним и траверсами экранной сетки. Такая своеобразная форма анода является верным признаком лучевых ламп. Эти дополнительные экранирующие пластины всегда соединяются внутри лампы с катодом, имеющим нулевой потенциал, что дополнительно способствует созданию виртуальной области между анодом и экранной сеткой.
Лучевые тетроды создавались специально для каскадов усиления мощности и использовались в оконечных каскадах УНЧ, телевизионных развёртках и передатчиках. В современной промышленной и любительской практике наиболее распространены выходные лучевые тетроды, разработанные специально для УНЧ — 6П6С (аналог 6V6) и 6П3С (аналог 6L6). 6П27С, советский функциональный аналог знаменитого пентода EL34, является лучевым тетродом. Особые типы лучевых тетродов (6П7С, 6П13С) были оптимизированы для мощных каскадов строчной развёртки и также могут работать в выходных каскадах УНЧ. Отдельные маломощные лучевые тетроды были предназначены для усиления высоких частот и могут эффективно работать в триодном включении (6Ж4П).

## Электрометрический тетрод
Особый тип лампы с четырьмя электродами, в котором четвёртый электрод — катодная, или защитная, сетка — предназначен для увеличения крутизны анодной характеристики при предельно низких анодных напряжениях.
Электрометрические лампы предназначены для регистрации и усиления крайне малых (10−15…10−10 А) токов, например, выходных токов масс-спектрометров, звёздных фотометров и т. п. сверхчувствительной измерительной аппаратуры. Наилучшие гальванометры регистрируют токи от 10−12 А. Обычные лампы также бесполезны в диапазоне столь малых токов, так как собственный сеточный ток приёмно-усилительных ламп в наилучших условиях составляет порядка 10−9 А. Для снижения сеточных токов был разработан целый ряд технологических приёмов:
- сопротивление утечки снижается путём вывода сетки через купол лампы;
- для подавления сеточной эмиссии катод работает при пониженной температуре (как правило, катоды активируются торием, так как оксидным катодам свойствен выброс ионов, порождающий дополнительный сеточный ток);
- анодное напряжение понижается до 5…7 В, при этом втекающие и вытекающие составляющие сеточных токов примерно равны и взаимно компенсируют друг друга.

При таких низких анодных напряжениях, тем более при пониженной температуре катода, крутизна лампы оказывается недопустимо низкой. Чтобы повысить крутизну, между управляющей сеткой и катодом вводится дополнительная катодная сетка, на которую подаётся положительный потенциал в несколько вольт. В результате облако электронов вокруг катода расширяется, увеличивается эффективный диаметр излучающей поверхности, а с ним и крутизна. В электрометрических тетродах она составляет от 20 до 300 микроампер/вольт. При этом рабочий анодный ток лампы — от десятков до сотен микроампер. В принципиальных схемах электрометрический тетрод изображается так же, как и обычный тетрод, но управляющей является вторая (считая от катода) сетка.